# Мала Врадіївка
Мала́ Вра́діївка — село в Україні, у Врадіївській селищній громаді Первомайського району Миколаївської області. Населення становить 43 особи.

## Населення
Згідно з переписом УРСР 1989 року чисельність наявного населення села становила 83 особи, з яких 39 чоловіків та 44 жінки.
За переписом населення України 2001 року в селі мешкало 40 осіб. 100 % населення вказало своєю рідною мовою українську мову.